# Lucius Shepard
Lucius Shepard Taylor (Lynchburg, 21 de agosto de 1943-Portland, 18 de marzo de 2014) fue un escritor estadounidense adscrito a los géneros de la ciencia ficción y fantasía. Shepard recibió diversos reconocimientos. Entre ellos el premio John W. Campbell al mejor escritor novel en 1985 y el premio Nébula a la mejor novela corta en 1986 por R&R, que luego se extendió a Life During Wartime. La novela corta Barnacle Bill the Spacer ganó el premio Hugo y el premio Locus en 1993.

## Biografía
Se crio en Florida y se escapó de su casa a los quince años. Se fue a Irlanda en un carguero y de ahí, visitó varios países y ejerció varias profesiones en Europa, África y Asia. Durante los años 1970 participó en una de banda rock and roll. 
El punto de inflexión llegó en 1980 cuando asistió al Shepard Clarion, una feria de aspirantes a escritores de ciencia ficción. En 1981 vendió su primera historia corta bajo el título Black Coral, mientras que Green Eyes, su primera novela, apareció en 1984. En 1981 y 1982 trabajó como periodista freelance cubriendo la guerra civil en El Salvador.
Fue nominado 67 veces al premio Locus quedándose con ocho galardones: en 1985 con la novela corta Salvador, en 1987 con R&R, en 1988 con la antología The Jaguar Hunter (El cazador de jaguares, y El hombre que pintó al dragón Griaule),  en 1989 y 1990 con las novela cortas The Scalehunter's Beautiful Daughter y The Father of Stones respectivamente, en 1993 con Barnacle Bill the Spacer (Bill Percebe, el espacial. Única publicación en castellano en la revista argentina Axxón, en 1994), en 1994 con la novela de terror The Golden (Dorada. Ed Bibliópolis, 2007) y en 2001 con Radiant Green Star. También recibió dos veces el Premio Mundial de Fantasía: en 1988 con The Jaguar Hunter y en 1992 con la antología The Ends of the Earth.

## Obras
Novelas
- Ojos verdes (Green eyes,1984). Editorial Júcar, 1989.
- Vida en tiempo de guerra (Life During Wartime,1987). Editorial Júcar, 1989.
- Kalimantan (1990)
- Dorada (The Golden,1993). Editorial Bibliópolis, 2007.
- Valentine (2002)
- Colonel Rutherford’s Colt (2003)
- Floater (2003)
- Louisiana Breakdown (2003)
- A Handbook of American Prayer (2004)
- Trujillo (2004)
- Viator (2004)
- Softspoken (2007)
- Vacancy (2007) - Ganador del Premio Shirley Jackson.[7]

Antologías
- El cazador de jaguares (The Jaguar Hunter, 1987). Editorial Alcor, 1990 (Primera mitad de la antología The Jaguar Hunter).
- El hombre que pintó al dragón Griaule (The Jaguar Hunter, 1987). Editorial Alcor, 1990 (Segunda mitad de la antología The Jaguar Hunter).
- The Ends of the Earth (1990)
- Barnacle Bill the Spacer (1997)
- Beast of the Heartland (1999)
- Two Trains Running (2004)
- Eternity (2005)
- Dagger Key (2007)
- Skull City (2008)
- Vacancy & Ariel (2009)

No ficción
- Sports & Music (1994)
- Weapons of Mass Seduction (2005)
- With Christmas in Honduras: Men, Myths and Miscreants in Modern Central America (2008)